# Music Box (album)
Music Box è il terzo album in studio della cantautrice statunitense Mariah Carey, pubblicato il 31 agosto 1993 dalla Columbia Records.

## Descrizione
L'album racchiude principalmente ballate e canzoni d'amore, scritte da Mariah e da Walter Afanasieff, e alcuni pezzi Funk; all'album hanno collaborato anche Babyface, Robert Clivilles e David Cole. Grazie a quest'album Mariah riceve 10 nomination ai Grammy Awards.
Ad oggi resta l'album più venduto della cantautrice , che da allora è stata elevata tra le maggiori interpreti femminili della musica internazionale, al pari di nomi come Barbra Streisand, Whitney Houston, Janet Jackson e Céline Dion. Ad oggi ha venduto oltre 28 milioni di copie nel mondo.

## Accoglienza
| Recensione           | Giudizio     |
| -------------------- | ------------ |
| AllMusic             | [ 24 ]       |
| Billboard            | (favorevole) |
| Entertainment Weekly | C+           |
| The New York Times   | (favorevole) |
| Rolling Stone        | (1993)       |
| Rolling Stone        | (2004)       |

Al momento della sua pubblicazione, l'album ricevette recensioni non molto positive da parte della critica. Lusinghiera fu la recensione di AllMusic, che scrisse che la voce "dalle molte ottave" della cantautrice era stata ridimensionata per poter dimostrare la "sua abilità nel cantare in maniera dimessa e rilassata". Pur apprezzando l'abbassamento di volume dei vocalizzi della Carey, si aggiunse che c'era stato anche un calo di energia, con l'eccezione di canzoni piene di personalità quali "Hero" e "Dreamlover." Si scrisse che si trattava complessivamente di un approccio all'album intelligentemente "diverso". Anche Ashley S. Battel di Billboard scrisse una recensione positiva: "Se da un lato la Carey smorza la predominanza della sua amplissima gamma vocale sulla maggior parte dell'album, dall'altro rimane l'incontestata forza motrice dietro a un disco pieno di potenziali hit da classifica".
David Browne di Entertainment Weekly scrisse una recensione meno entusiasta. Con il calo di energia riscontrato nella Carey, la sua voce non risalta più sui cori di sfondo, si insinua invece "come sciroppo anziché superarli; lascia che le melodie parlino da sole". Stephen Holden di Rolling Stone lodò la voce della cantautrice , ma osservò che i testi erano fatti "interamente di cliché del pop e del soul" dichiarando: "Music Box è così attentamente studiato per essere un best seller che il suo impatto si rivela dare leggermente ai nervi". In una recensione per The New York Times, Holden scrisse che l'album "è mirato al pop commerciale con più precisione" rispetto ai dischi precedenti di Mariah Carey: "Se da un lato grandi ballate quali 'Hero,' 'Anytime You Need a Friend' e un remake in stile gospel della hit del 1971 'Without You' di Harry Nilson sguazzano in cliché pop, rimangono comunque tra i primi della classe nel pop generico degli anni Novanta". Scrivendo per The Village Voice, il critico Robert Christgau stroncò Music Box senza appello. In una recensione posteriore, The New Rolling Stone Album Guide (2004) notò nell'album "una ricaduta nel soft-rock" e scrisse: "Se non c'è niente di sbagliato nel cantato di Mariah Carey lungo 10 canzoni, c'è una triste mancanza di energia sul disco: ballate che si levano funeste, ottimismo pop del tipo un sorriso tra le lacrime che incita a credere in sé stessi (o nel proprio uomo, o nel Signore), il tutto praticamente senza una canzone veramente dignitosa".

## Pubblicazione e successi

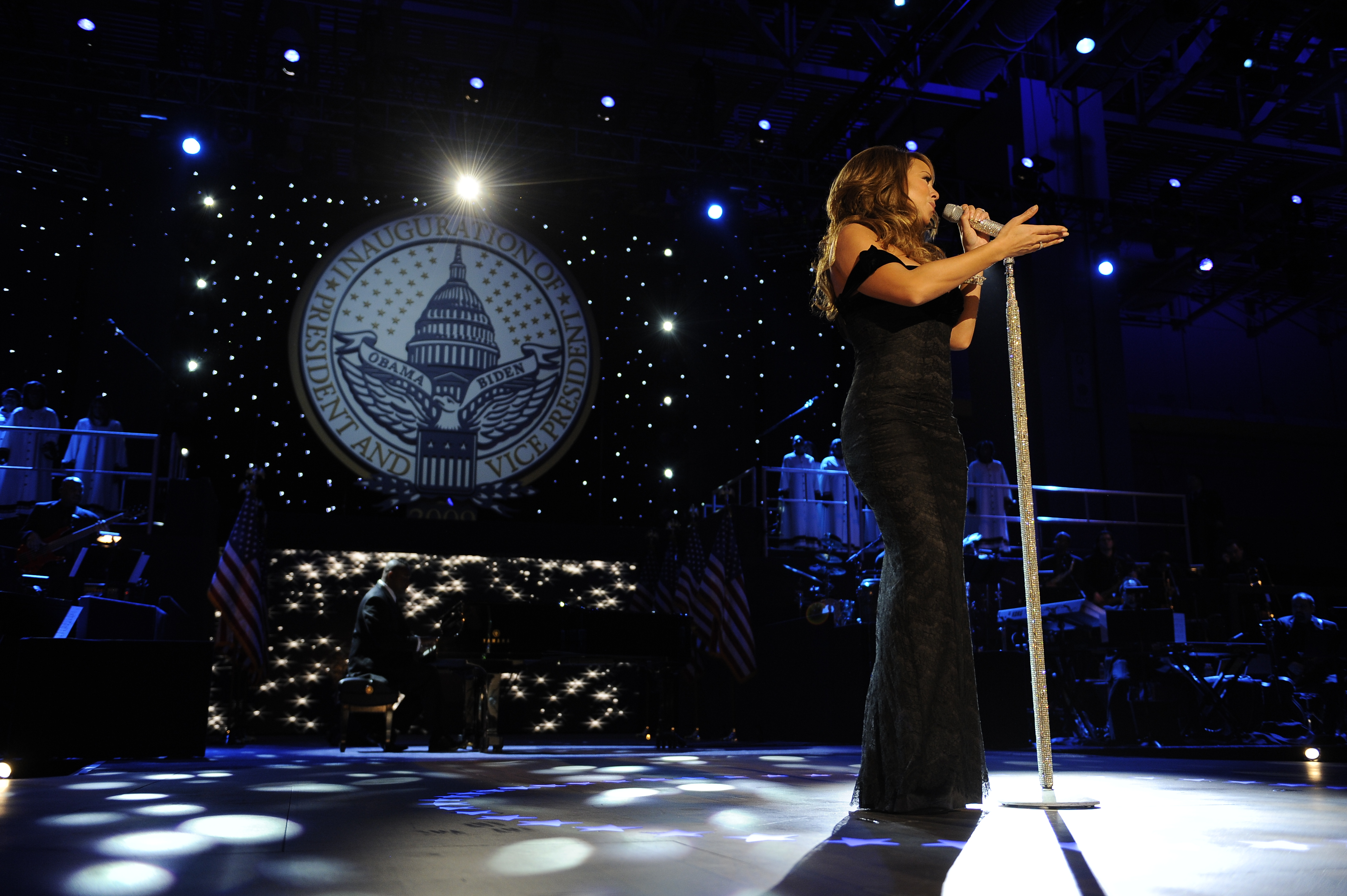
Mariah Carey mentre esegue Hero durante l'inaugurazione della presidenza di Barack Obama a Washington

Music Box debutta alla numero 2 della classifica USA Billboard 200, salendo alla numero 1 dopo 15 settimane dalla pubblicazione, restandovi per ben 8 settimane non consecutive.
Music Box è anche l'album con il quale Mariah Carey ottiene per la prima volta grande successo in Europa, grazie soprattutto al singolo Without You, che le fa guadagnare la prima posizione nelle classifiche dei principali mercati europei.
Il primo singolo scelto per iniziare la promozione di Music Box è Dreamlover, pezzo che apre l'album, e che, all'epoca, diventa il singolo di maggior successo della cantante, piazzandosi alla numero 1 della Billboard Hot 100 e restandovi per ben 8 settimane.
Il secondo singolo scelto è Hero: inizialmente, Mariah aveva scritto il pezzo per la cantante Gloria Estefan; alla fine, il produttore Tommy Mottola convince la cantante a tenere il pezzo per Music Box; aiutato da un video live testimone delle grandi capacità vocali della cantante, Hero raggiunge la posizione numero 1 durante la settimana di Natale.
Il terzo singolo è Without You, pezzo preso in prestito dalla già cover di Harry Nilsson, con il quale Mariah ottiene un enorme successo in Europa; Italia, Svizzera, UK, Irlanda, Danimarca, tutti i principali mercati vengono conquistati da questo singolo, reso celebre anche grazie al video live, nel quale Mariah dimostra le sue grandi capacità vocali.
In USA, il singolo ottiene grande successo, piazzandosi tuttavia alla terza posizione.
Il quarto singolo è Anytime You Need a Friend, uscito alla fine di maggio del 1994; Mariah si è sempre detta molto legata al pezzo, soprattutto per il testo (un vero e proprio inno all'amicizia); è il primo singolo di Mariah a mancare la Top 10 della Billboard Hot 100, stabilizzandosi alla dodicesima posizione. Fino a giugno 2014 l'album è arrivato ad un totale di oltre 32 milioni di copie vendute mondialmente ed è uno degli album di maggior successo di tutti i tempi.
In Corea del Sud, Music Box è stato il primo album di un solista straniero a superare un milione di copie vendute, raggiungendone 1 000 682 alla fine di dicembre del 1996, tre anni e tre mesi dopo la sua pubblicazione.

## Tracce
1. Dreamlover – 3:53 (Mariah Carey, Dave Hall)
2. Hero – 4:19 (Mariah Carey, Walter Afanasieff)
3. Anytime You Need a Friend – 4:25 (Mariah Carey, Walter Afanasieff)
4. Music Box – 4:57 (Mariah Carey, Walter Afanasieff)
5. Now That I Know – 4:19 (Mariah Carey, Robert Clivillés, David Cole)
6. Never Forget You – 3:46 (Mariah Carey, Babyface, Daryl Simmons)
7. Without You – 3:36 (Peter Ham, Tom Evans)
8. Just to Hold You Once Again – 4:00 (Mariah Carey, Walter Afanasieff)
9. I've Been Thinking About You – 4:48 (Mariah Carey, Robert Clivillés, David Cole)
10. All I've Ever Wanted – 3:51 (Mariah Carey, Walter Afanasieff)

Bonus track internazionale
1. Everything Fades Away – 5:25 (Mariah Carey, Walter Afanasieff)

Bonus track per l'America Latina
1. Héroe – 4:19 (Mariah Carey, Walter Afanasieff) – versione in Spagnolo di Hero

## Classifiche
| America del Nord    | Max posizione    |
| ------------------- | ---------------- |
| USA Billboard 200   | 1 (8 settimane)  |
| Canada              | 1                |
| Europa              | Max posizione    |
| European Top Albums | 1 (11 settimane) |
| Olanda              | 1 (12 settimane) |
| Austria             | 1 (11 settimane) |
| Germania            | 1 (11 settimane) |
| UK                  | 1 (6 settimane)  |
| Francia             | 1 (4 settimane)  |
| Svizzera            | 1 (1 settimana)  |
| Italia              | 1 (7 settimane)  |
| Spagna              | 1                |
| Svezia              | 1                |

| Oceania       | Max posizione    |
| ------------- | ---------------- |
| Australia     | 1 (18 settimane) |
| Nuova Zelanda | 1                |

### Classifiche decennali
| Classifica (1990–1999) | Posizione |
| ---------------------- | --------- |
| Austria                | 32        |
| Stati Uniti            | 26        |

### Classifiche di tutti i tempi
| Classifica    | Posizione |
| ------------- | --------- |
| Australia     | 62        |
| Nuova Zelanda | 28        |
| Stati Uniti   | 87        |
| Svezia        | 94        |
| Svizzera      | 80        |